# Pablo Granoche
Pablo Mariano Granoche Louro (* 5. September 1983 in Montevideo) ist ein ehemaliger uruguayischer Fußballspieler.

## Karriere

### Verein

#### Karrierestart in Uruguay und Mexiko
Granoche spielte in der Apertura der Saison 2000/01 in der zweithöchsten uruguayischen Spielklasse beim Tacuarembó FC im Norden Uruguays. Von dort wechselte er zu River Plate Montevideo, spielte dort das Torneo Clausura dieser Spielzeit in der Primera División und absolvierte dabei sieben Spiele für den Verein. In der Folgesaison kamen lediglich zwei weitere Einsätze bei den Darsaneros hinzu. Ab der Saison 2002/03 ging er drei Spielzeiten lang für Miramar Misiones auf Torejagd und konnte in dieser für ihn persönlich sportlich sehr erfolgreichen Phase seiner Karriere 38 Tore in 56 Spielen erzielen. In der Zwischensaison 2005 wurde er sogar mit 16 Treffern Torschützenkönig der Primera División vor dem Rentistas-Spieler Zinho als Nächstplatziertem der Torjägerliste. Zur Apertura 2005/06 wechselte er zum mexikanischen Verein Deportivo Toluca in die Primera División. Dort zeigte er sich deutlich weniger treffsicher, als noch in der Vorsaison und kam bei 13 Einsätzen auf lediglich zwei persönliche Torerfolge. Nach seinem leihweisen, laut Presseberichten mit, nach Vereinsangaben aber ohne Kaufoption versehenen und auf ein halbes Jahr ausgerichteten Wechsel im Januar 2006 spielte er die Clausura 2006 sodann für den Ligakonkurrenten CD Veracruz. 15 Partien bei einem Tor weist die Statistik für ihn in dieser Halbserie aus. In der Saison 2006/07 stand er beim mexikanischen Zweitligisten Coatzacoalcos unter Vertrag und fand zu alter Treffsicherheit zurück. 27 mal eingesetzt, erreichte er 23 erfolgreiche Torabschlüsse.

#### Wechsel nach Europa
Daraufhin führte ihn sein Weg nach Europa, wo er sich dem in der Serie B spielenden Verein Triestina anschloss. 31 Tore in 62 Partien erzielte er bei den Italienern bis Ende der Saison 2008/09. Ab Juli 2009 war der Stürmer sodann für Chievo Verona tätig ist. Hier spielte er die beiden folgenden Saisons und traf viermal in 48 Spielen. Am 15. Juli 2011 gab Novara Calcio die Verpflichtung Granoches auf Leihbasis mit einer Kaufoption für 1,5 Mio. Euro bekannt. Dort absolvierte er elf torlose Begegnungen für den Erstligisten. Noch in derselben Saison wurde er unmittelbar anschließend an seine Zeit bei Novara Anfang Februar 2012 leihweise an den Serie B-Club AS Varese 1910 weitergereicht, für den er in 16 Spielen sechs Tore schoss und in drei Play-off-Spielen zum Einsatz kam. In der Saison 2012/13 wechselte er innerhalb der Liga ebenfalls auf Leihbasis zu Calcio Padova. 19 Serie-B-Einsätze und zwei Tore stehen dort in seiner Bilanz. Noch in derselben Spielzeit wechselte er am 7. Januar 2013 zum Ligakonkurrenten AC Cesena, für den er 19 Spiele in der Serie B absolvierte und vier Tore schoss. Auch dieser Transfer wurde auf Leihbasis abgewickelt und nach Anschluss der Saison auf diese Weise für die anstehende Spielzeit 2013/14 ausgedehnt. In der laufenden Saison 2013/14 bestritt er bis zu seinem letzten Einsatz für Cesena am 6. Oktober 2013 neun Partien in der Serie B und erzielte einen Treffer. Sodann schloss er sich Anfang Februar 2014 auf Leihbasis dem FC Modena an und debütierte dort am 8. Februar 2014 in der Partie gegen Bari in der Liga. Insgesamt stehen für Granoche in der Zweitliga-Spielzeit 2013/14 für seinen aktuellen Klub FC Modena 19 bestrittene Ligaspiele zu Buche. Dabei traf er zehnmal ins gegnerische Tor. Zudem lief er in zwei Play-off-Partien auf (kein Tor). Im Juli 2014 wechselte er fest nach Modena. In der Saison 2014/15 wurde er 41-mal in der zweithöchsten italienischen Spielklasse eingesetzt und erzielte 20 Tore. Hinzu kamen in jener Spielzeit zwei weitere Play-off-Spiel-Einsätze (kein Tor). Während der Spielzeit 2015/16 stehen 28 Ligaspiele und sechs Tore für ihn zu Buche.
Nach dem Abstieg Modenas in die Drittklassigkeit wechselte er im August 2016 zum Zweitligisten Spezia Calcio, bei dem er einen Zweijahresvertrag erhielt. Bis Saisonende absolvierte er dort bislang 34 Ligapartien (13 Tore) sowie jeweils ein Aufstiegsplayoff und ein Pokalspiel ohne persönlichen Torerfolg. Eine andere Quelle führt ein Ligator weniger für ihn.

### Nationalmannschaft
Seinen bisher einzigen Einsatz für die uruguayische Fußballnationalmannschaft absolvierte Pablo Granoche am 26. Oktober 2005, als er im Freundschaftsspiel gegen Mexiko von Trainer Jorge Fossati in der 57. Minute für Sebastián Abreu eingewechselt wurde. (Stand: 16. Oktober 2012)